# Centro Ocidental Rio-Grandense
Centro Ocidental Rio-Grandense is een van de zeven mesoregio's van de Braziliaanse deelstaat Rio Grande do Sul. Zij grenst aan de mesoregio's Centro Oriental Rio-Grandense, Noroeste Rio-Grandense, Sudeste Rio-Grandense en Sudoeste Rio-Grandense. De mesoregio heeft een oppervlakte van ca. 25.955 km². In 2006 werd het inwoneraantal geschat op 556.062.
Drie microregio's behoren tot deze mesoregio:
- Restinga Seca
- Santa Maria
- Santiago

Mesoregio's: Centro Ocidental Rio-Grandense · Centro Oriental Rio-Grandense · Metropolitana de Porto Alegre · Nordeste Rio-Grandense · Noroeste Rio-Grandense · Sudeste Rio-Grandense · Sudoeste Rio-Grandense

Microregio's: Cachoeira do Sul · Camaquã · Campanha Central · Campanha Meridional · Campanha Ocidental · Carazinho · Caxias do Sul · Cerro Largo · Cruz Alta · Erechim · Frederico Westphalen · Gramado-Canela · Guaporé · Ijuí · Jaguarão · Lajeado-Estrela · Litoral Lagunar · Montenegro · Não-Me-Toque · Osório · Passo Fundo · Pelotas · Porto Alegre · Restinga Seca · Sananduva · Santa Cruz do Sul · Santa Maria · Santa Rosa · Santiago · Santo Ângelo · São Jerônimo · Serras de Sudeste · Soledade · Três Passos · Vacaria